# 龙寿洋万亩田野公园
龙寿洋万亩田野公园，又名龙寿洋国家农业公园，为中华人民共和国海南省琼海市的一座公园，为5A级乡村振兴旅游示范区。

## 设施

### 琼海有轨花海观光小火车
琼海有轨花海观光小火车是龙寿洋万亩田野公园中的小火车类游乐设施。
小火车项目路程全长6.8公里，分两列小火车运营，每列小火车每半小时发一班车，一天分四个时间段运营。
两列火车分别为配置一辆敞篷火车和一辆硬顶火车，可载客159人。
小火车总规划共28公里。

## 票价
推广期4月13日至30日期间48元/人，平时80元/人。